# Arroyo Naranjo
Arroyo Naranjo è un comune della capitale cubana dell'Avana.

## Amministrazione

### Gemellaggi
- Leganés